# PFK Spartak Naltjik
PFK Spartak Naltjik (ryska: Профессиональный футбольный клуб "Спартак" Нальчик, Professionalnyj futbolnyj klub Spartak Naltjik) är en rysk fotbollsklubb som bildades 1935 och kommer från den sydliga ryska staden Naltjik (Kabardinien-Balkarien). Klubben har mestadels spelat i de lägre divisionerna, men sedan 2006 spelar den i Premjer-Liga. 